# Cotuit
Cotuit est un village du comté de Barnstable dans le Massachusetts aux États-Unis.

## Géographie
Cotuit est situé sur une péninsule du côté sud de la ville de Barnstable à mi-chemin entre Falmouth et Hyannis. Il est délimité par la Santuit River (en) à l'ouest, les villages de Marstons Mills au nord et Osterville à l'est, et Nantucket Sound (en) au sud. Cotuit est principalement résidentiel avec plusieurs petites plages dont Ropes Beach, Riley's Beach, The Loop Beach et Oregon Beach.

## Histoire
Cotuit faisait partie d'un important achat de terrain négocié le 17 mai 1648 par Myles Standish, de la colonie de Plymouth, avec Paupmunnuck, chef Wampanoag, et son frère, du village de Cotachessett, situé sur ou à proximité de l'île connue aujourd'hui sous le nom de Oyster Harbors (en).
Le prix d'achat était de deux bouilloires, un boisseau de maïs indien et l'accord de clôturer 30 acres (120 000 m2) de terrain comprenant le village de Cotachessett.
L'élevage du bétail et la récolte du foin est la principale activité économique de Cotuit à l'époque coloniale. La section Little River du village (près de l'emplacement actuel de la Cotuit Oyster Company) est le site de quelques premiers chantiers navals.
Le nom Cotuit est dérivé du terme Wampanoag signifiant « place du conseil ». Cotuit est connu sous le nom de Cotuit Port jusqu'en 1872.
Construite vers 1793, juste à côté de Main Street, près du centre du village, se trouve la Sampson's Folly-Josiah Sampson House (en), la plus ancienne maison construite à Cotuit (la maison Crocker sur la Route 28 a été construite en 1749 dans le village de West Barnstable et a été emmenée à son emplacement actuel, à Cotuit, par des bœufs). Lorsque cette maison de style fédéralest construite par l'homme d'affaires anglais Josiah Sampson, elle est considérée comme si extravagante pour son époque que les habitants de la ville la nomme Sampson's Folly, nom sous laquelle elle est désormais répertoriée sur le registre national des lieux historiques.
Au début du XXe siècle, Cotuit s'est développé commercialement avec des hôtels tels que The Pines, l'une des premières stations balnéaires de Cape Cod. Pendant la Seconde Guerre mondiale, le village abrite Camp Candoit. Au cours des années 1970, il y avait un grand restaurant appelé The Harbour View, situé au 968, Main Street, qui a été transformé en résidence privée. Le Cotuit Inn a été démoli en 1986 et des condominiums ont été construits à sa place. En 1987, l' arrondissement historique de Cotuit (Cotuit Historic District (en)) a été ajouté au registre national des lieux historiques.

## Personnalités
- Rhys Carpenter (1889-1980), archéologue, y est né.